# Jenkinson Lake
Jenkinson Lake, ook bekend als Sly Park Lake, is een stuwmeer in de Amerikaanse staat Californië, gevormd door de Sly Park Dam op de Sly Park Creek, een zijrivier van de Cosumnes. De bouw van de dam figureerde in het Central Valley Project dat erop gericht was irrigatiewater te voorzien voor de Central Valley van Californië. De bouw begon in mei 1953 en werd voltooid in 1955. Het meer is vernoemd naar Walter Jenkinson, de manager van het El Dorado Irrigation District.
Het meer heeft een volume van 51.000.000 m³ en is 2,6 km² groot.
Ten westen van Jenkinson Lake bevindt zich het plaatsje Sly Park. Pollock Pines ligt ten noorden van het meer. Het Mormon Emigrant Trail loopt ten zuiden van Jenkinson Lake.